# 加尔日莱斯-当皮埃尔
加尔日莱斯-当皮埃尔（法語：Gargilesse-Dampierre，法語發音：[ɡaʁʒilɛs dɑ̃pjɛʁ]）是法国安德尔省的一个市镇，位于该省南部，属于拉沙特尔区。该市镇于1823年由原市镇加尔日莱斯（Gargilesse）和当皮埃尔（Dampierre）合并而成。

## 地理
加尔日莱斯-当皮埃尔（46°30'49"N, 1°35'49"E）面积15.72 平方千米，位于法国中央-卢瓦尔河谷大区安德尔省，该省份为法国中部省份，北起卢瓦-谢尔省，西北接安德尔-卢瓦尔省，西南接维埃纳省，南至克勒兹省和上维埃纳省，东临谢尔省。
与加尔日莱斯-当皮埃尔接壤的市镇（或旧市镇、城区）包括：巴赖兹、索尔蒙、屈济永、奥尔塞讷、巴德孔-勒潘、波米耶、圣普朗泰尔。
加尔日莱斯-当皮埃尔的时区为UTC+01:00、UTC+02:00（夏令时）。

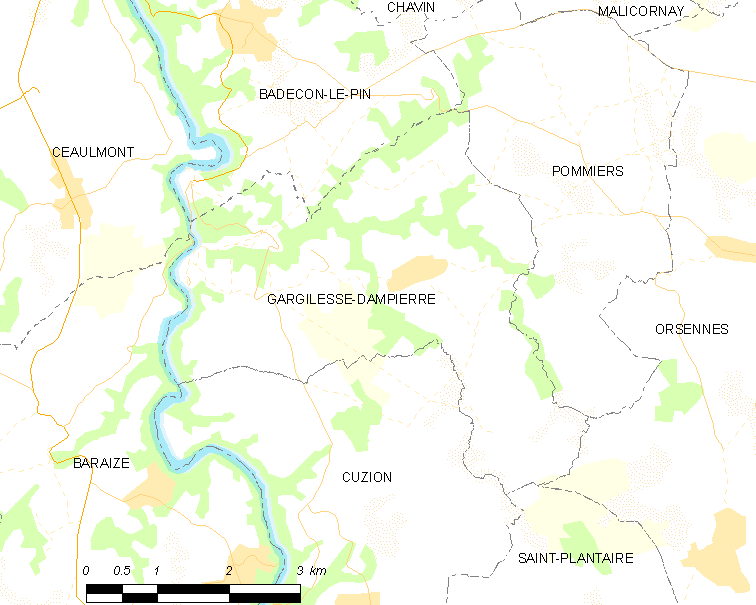
加尔日莱斯-当皮埃尔的OSM定位图

## 行政
加尔日莱斯-当皮埃尔的邮政编码为36190，INSEE市镇编码为36081。

## 政治
加尔日莱斯-当皮埃尔所属的省级选区为克勒兹河畔阿让通县。

## 人口

1962-2008年间加尔日莱斯-当皮埃尔人口变化图示

加尔日莱斯-当皮埃尔于2022年1月1日时的人口数量为267人。